# Juglasaleyrodes
Juglasaleyrodes is een geslacht van halfvleugeligen (Hemiptera) uit de familie witte vliegen (Aleyrodidae), onderfamilie Aleyrodinae.
De wetenschappelijke naam van dit geslacht is voor het eerst geldig gepubliceerd door Cohic in 1966. De typesoort is Juglasaleyrodes orstomensis.

## Soort
Juglasaleyrodes omvat de volgende soort:
- Juglasaleyrodes orstomensis Cohic, 1966